# Intermediair Wetgevend Lichaam
Het Intermediair Wetgevend Lichaam (13 juni 1798 — 31 juli 1798) werd ingesteld door het Intermediair Uitvoerend Bewind van de Bataafse Republiek, nadat deze door middel van een staatsgreep het oude landsbestuur buitenspel had gezet en het Vertegenwoordigend Lichaam ontbonden. De belangrijke opdracht was het uitschrijven van verkiezingen voor het Vertegenwoordigend Lichaam.

## Instelling
Tijdens de staatsgreep van 12 juni 1798 werd het Provisionele Uitvoerend Bewind afgezet door een groep politici onder aanvoering van de gematigde unitarisme aanhangende Alexander Gogel en Jacobus Spoors en gesteund door luitenant-generaal Herman Daendels en de Franse commandant Barthélemy Joubert. Het Vertegenwoordigend Lichaam werd een dag later vervangen door het Intermediair Wetgevend Lichaam. De 44 leden werden daartoe opgeroepen door Gogel en Spoors, die zelf zitting hadden genomen in het Intermediair Uitvoerend Bewind en zichzelf naar Frans voorbeeld 'directeurs' noemden. Tijdens de eerste vergadering werd op voordracht van Spoors de leden Albert Jan Verbeek als voorzitter gekozen en Jacob van Haeften als waarnemend secretaris van het Intermediair Wetgevend Lichaam. Een dag later zou Van Haeften in de functie van secretaris worden opgevolgd door Jacob Hendrik Floh, die eerder lid geweest van de Nationale Vergaderingen en de Constituerende Vergadering, waarbij hij had meegeholpen met de totstandkoming van de Staatsregeling van 1798. Lid van het Intermediair Wetgevend Lichaam zou Floh evenwel niet worden.

## Taken
Het Intermediair Wetgevend Lichaam nam de lopende zaken over van het Vertegenwoordigend Lichaam en kreeg daarnaast als belangrijke taak om overeenkomstig de Staatsregeling van 1798 verkiezingen uit te schrijven voor de samenstelling van het Vertegenwoordigend Lichaam. Deze zouden plaatsvinden door middel van getrapte verkiezingen en met algemeen kiesrecht voor mannen, behalve personen die om politieke waren uitgesloten of op dat moment langer dan drie maanden uit de armenkassen ondersteund waren.
Met de installatie van het nieuwe Vertegenwoordigend Lichaam op 31 juli 1798 kwam een einde aan het bestaan van het Intermediair Wetgevend Lichaam.